# Мел-Дуїн мак Конайлл
Маелдуйн мак Коналл (гельська Маелдуйн мак Коналл.) — Король гельського королівства Дал Ріади, правил з 673 по 689 рік. Син короля Коналла II.

## Біографія
У 673 році, після смерті короля Домангарта II, Маелдуйн і його брат Домналл II стали правителями Дал Ріади. Їх суперником був Ферхар II, нащадок Лоарна. «Пісня скоттів» називає Маелдуйна і Домналл королями Дав Ріад і співправителями. «Аннали Ульстера» повідомляють про смерть Маелдуйна в 689 році, але не називають його титул. Можливо, брати були вождями клану Кенел Габран і володіли лише землями в Кінтайр.
Після смерті Маелдуйна Домналл II став одноосібним правителем Кінтайр.